# Линский Прилук
Линский Прилук — остров в дельте реки Северная Двина в 17 км к северу от Архангельска. Относится к так называемым «большим островам двинской дельты». Является средним в группе из трёх больших и нескольких малых островов, разделяющих Корабельный рукав реки Северная Двина и протоку Маймакса (Маймаксанский рукав).

## Этимология
Название острова связано с характерной формой его северо-западной оконечности, представляющей собой изогнутую линию — излучину, или по местной терминологии — «прилук».

## География
Длина острова 5,65 км, ширина 3,16 км, площадь 17,85 км². Линский Прилук отделён от находящегося к югу острова Бревенник протокой Кривяк, от находящихся к северу островов Еловый и Реушинский — протоками Еловая и Латкурья, от острова Повракульский на востоке — протокой Маймакса. Имеет ровную поверхность, сложен песчано-глинистыми отложениями; верхний слой почвы состоит из торфа. Остров покрыт смешанным лесом и кустарником, лугами, пашнями, местами заболочен. По острову протекает река Муткурья, и три полузаросшие безымянные протоки. Также на острове находятся два урочища — Линский Прилук и Сухой Кривяк.
Административно остров Линский Прилук входит в состав Маймаксанского округа города Архангельск. На нём расположены несколько островных городских территорий, лесозавод № 24, посёлок Конвейер (на северной окраине которого можно увидеть руины бывшей Новодвинской крепости), несколько садоводческих товариществ.

## История
Из-за своего выгодного стратегического положения, уже начиная с XVII века Линский Прилук стал играть важную роль в обороне Архангельска. Корабельный рукав Северной Двины (до 30-х годов XVIII века — Малая или Новая Двинка) был кратчайшим и по этой причине наиболее часто используемым водным путём от Белого моря до архангелогородских пристаней и Соломбальского адмиралтейства. Поэтому расположенные на острове караулы имели возможность контролировать все проходящие к городу и от города корабли.
В XVII веке на острове возвели «раскаты» — временные артиллерийские позиции (с окончанием навигации караульные и орудия отправлялись в Архангельск), а весной 1701 года приступили к возведению долговременного укрепления — Новодвинской крепости (полностью окончена строительством в 1714 году). 25 июня (6 июля) 1701 года близ острова была одержана первая победа российского войска в Северной войне (1700—1721 годов) — разгромлен авангард шведской эскадры, направлявшейся для нападения на Архангельск. Здесь же на острове располагался таможенный пост, просуществовавший до конца 1862 года, так как в начале следующего, 1863 года, Новодвинская крепость была погашена в списках укреплений Российской империи.

## Другие объекты острова
В начале 20-х годов XX века на острове Линский Прилук (на территории бывшей Новодвинской крепости) была организована колония-коммуна для детей, лишившихся родителей в годы Революции и Гражданской войны. Здесь дети-сироты не только нашли кров и питание, но могли учиться и получать рабочие профессии. Позже крепость была превращена в промышленную зону исправительно-трудовой колонии для взрослых, где подневольно работали не только уголовные преступники, но и те, кто подвергался необоснованным репрессиям в 30-е годы XX века. Известно, что это было высокотехнологичное предприятие, выпускавшее шлюпки и моторные катера для гражданского и военного флотов РСФСР.
Пенитенциарное учреждение просуществовало на острове до 2006 года. В 2008 году Новодвинская крепость была передана Архангельскому Областному краеведческому музею.